# Пахомовка (Омская область)
Пахо́мовка — деревня в Азовском немецком национальном районе Омской области России, в составе Азовского сельского поселения .
Население — 561 человек (2021).
Основано в 1906 году.

## Физико-географическая характеристика
Деревня находится в пределах лесостепной зоны Ишимской равнины, являющейся частью Западно-Сибирской равнины, на высоте около 108 метров над уровнем моря. Рельеф равнинный. Гидрографическая сеть не развита: реки и озёра в окрестностях населённого пункта отсутствуют.
Расстояние до районного центра села Азово составляет 11 км, до областного центра города Омск — 43 км.

## История
Основана малоросскими переселенцами в 1906 году на Богоявленском переселенческом участке № 52, выделенном в 1904 году на 193 душевых доли из расчета по 15 десятин на душу. Деревня входила в состав населённой преимущественно немцами Александровской, с 1909 года Азовской волости Омского уезда Акмолинской области. В 1910 году состоялось официальное открытие сельского училища Министерства народного просвещения в арендуемом помещении. В первое десятилетие своего существования посёлок Пахомовка (он же Богоявленский — по названию участка) развивался как земледельческий.
В 1920 году в селе был избран сельсовет. к этому времени Пахомовка отошла из Азовской волости в Бердянскую. В 1926 году организовано потребительское общество и лавка при нём, действовали изба-читальня, начальная школа, пункт ликбеза, кооперативное товарищество. В 1928 году на базе товарищества организована сельхозартель «Победа». В том же году организованы ТОЗ «Беднота» и сельхозартель «Коллективист». В 1929 году организован колхоз имени Коминтерна. В 1936 году на окраине села организован Азовский райлесхоз. В 1938 году введена в эксплуатацию механическая мельница.
В конце 1951 года к колхозу «Коминтерн» присоединились колхозы «Красный Маяк» (деревня Бакбасар), «Коммунар» (деревня Бердянка). В 1957 году Пахомовка стала третьим отделение совхоза «Азовский».
В 1992 году деревня включена в состав Азовского немецкого национального района.
В 2008 году открыта общеобразовательная школа. В 2011 году деревня газифицирована.

## Население
| 1925 | 1959 | 1979 | 1989 | 2002 | 2010 | 2021 |
| ---- | ---- | ---- | ---- | ---- | ---- | ---- |
| 766  | ↘453 | ↘418 | ↗421 | ↗529 | ↗538 | ↗561 |

### Гендерный состав
По данным Всероссийской переписи населения 2010 года в гендерной структуре населения из 538 человек мужчин — 263, женщин — 275 (48,9 и 51,1 % соответственно).

### Национальный состав
В 1920 году в селе насчитывался 81 двор, из них 28 были украинскими, 49 русские, 1 двор немецкого населения. В 1926 году большинство населения составили украинцы: в селе проживало 650 украинцев, 106 русских, 6 казахов
В 1979 году немцы составили 60 % населения деревни, в 1989 году доля немцев в населении сократилась до 29 %.
Согласно результатам переписи 2002 года, в национальной структуре населения: русские составляли 51 %, немцы — 29% от общей численности населения.